# Georges Cremers
Georges Cremers ( 1936 ) es un botánico francés que se especializa en la taxonomía de los helechos y plantas con semillas de las Guayanas. En 1983 se obtiene el doctorado en la Universidad de Estrasburgo I (Universidad Louis Pasteur de Estrasburgo) con la tesis Architecture végétative et structure inflorescentielle de quelques Melastomaceae guyanaises.
Ha estado asociado como curador en el herbario en Cayenne (Guayana Francesa), en nombre de ORSTOM (ahora IRD ). En el herbario, ha trabajado con Jean-Jacques de Granville.
Cremers tiene varios nombres botánicos (co) publicados. Los ejemplos incluyen Aloe peyrierasii Cremers, Passiflora crenata Feuillet & Cremers en Passiflora plumosa Feuillet & Cremers.
El género Cremersia de la familia Gesneriaceae Christian Feuillet en Laurence Skog lleva su nombre. Cremers recibió la Medalla Engler de Plata en la Asociación Internacional para la Taxonomía de Plantas para la mejor publicación en relación con la botánica sistemática en 2002. La medalla Engler la recibió junto con Scott Mori, Carol A. Gracie, Jean-Jacques de Granville, Scott V. Heald, Michel Hoff y John D. Mitchell por el libro Guide to the vascular plants of central French Guiana, pt. 2, Dicotyledons.
- La abreviatura «Cremers» se emplea para indicar a Georges Cremers como autoridad en la descripción y clasificación científica de los vegetales.[1]

## Publicaciones seleccionadas
- Guide de la Flore de Mer de Guyane Française (Broché); Georges Cremers & Michel Hoff; ISBN 2709915332
- Guide to the Vascular Plants of Central French Guiana: Pteridophytes, Gymnosperms, and Monocotyledons (Memoirs of the New York Botanical Garden) (Hardcover) by Scott A. Mori, Georges Cremers, Carol Gracie, Jean-Jacques de Granville, Michael Hoff, John D. Mitchell & Bobbi Angell (1996); SBN 0893273988
- Guide to the Vascular Plants of Central French Guiana: Part 2. Dicotyledons (Memoirs of the New York Botanical Garden) (Hardcover) by Scott A. Mori, Georges Cremers, Carol Gracie, Jean-Jacques de Granville, Scott V. Heald, Michel Hoff & John D. Mitchell (2002); ISBN 0893274453